# Gruppo Sportivo Banco di Roma 1980-1981
Questa voce raccoglie le informazioni riguardanti il Gruppo Sportivo Banco di Roma nelle competizioni ufficiali della stagione 1980-1981.